# Hirriusa
Hirriusa là một chi nhện trong họ Philodromidae.